# 横山俊夫
横山 俊夫（よこやま としお、1947年11月10日 - ）は、日本の文化史・比較文明学者、京都大学名誉教授、公立大学法人静岡文化芸術大学理事長 兼 静岡文化芸術大学学長。専門は文明学。

## 経歴
京都市生まれ。京都府立洛北高等学校を経て、1970年京都大学法学部卒業。1972年、同大学院法学研究科政治学専攻修士課程修了、京都大学人文科学研究所助手。1981年、京都大学人文科学研究所助教授。1983年、オックスフォード大学哲学博士(D. Phil.)。1998年、京都大学人文科学研究所教授。2005年から2008年9月まで、京都大学副学長。2012年、同大学を定年退職、名誉教授。2012年から2016年まで、滋賀大学理事・副学長。2016年から2022年まで、静岡文化芸術大学学長。2022年、公立大学法人静岡文化芸術大学理事長・学長。

## 著書
- Japan in the Victorian Mind : a Study of Stereotyped Images of a Nation 1850-80.Macmillan,1987.

### 編著・訳書
- 『視覚の一九世紀 人間・技術・文明』編著 思文閣出版 京都大学人文科学研究所研究報告　1992
- 『貝原益軒 天地和楽の文明学』編 平凡社 京都大学人文科学研究所共同研究報告　1995
- 『二十一世紀の花鳥風月 熱き風流を語る』松井孝典共編著 中央公論社 1998
- 『ことばの力 あらたな文明を求めて 京都大学人文科学研究所共同研究班「文明と言語」報告書』編著 京都大学学術出版会 2012
- 『達老時代へ "老いの達人"へのいざない』編著 ウェッジ選書 2013

- メアリー・フレイザー『英国公使夫人の見た明治日本』ヒュー・コータッツィ編、淡交社 1988